# NGC 4054/2
NGC 4054/2 је галаксија у сазвежђу Велики медвед која се налази на NGC листи објеката дубоког неба.
Деклинација објекта је + 57° 53' 29" а ректасцензија 12h 3m 13,7s. Привидна величина (магнитуда) објекта NGC 4054 износи 15,0 а фотографска магнитуда 16,0. NGC 40542 је још познат и под ознакама MCG 10-17-131, CGCG 292-62, VV 136.